# Samsung SGH-D900
Samsung SGH-D900 — іміджевий мобільний телефон у формі слайдера виробництва південнокорейської корпорації Samsung Electronics який було оголошено у Q3 2006. Маючи розміри 103.5x51x12.9 мм при масі 85 г, апарат є флагманом серії Ultra Edition 12.9 і в 2006–2007 роках був одним з найтонших слайдерів у світі, поки не з'явився Samsung SGH-U600, товщиною 10.9 мм[джерело?].

## Характиристики

### Корпус
Кольори:
- чорний;
- сріблястий;
- блакитний;
- сірий;
- винно-червоний.

Корпус зроблений з пластику з хромованими вставками в формфакторі «слайдер». Це приводить до того, що найбільше навантаження приймає на себе шлейф, що з'єднує обидві половини. Антена вбудована, використовується SIM.

### Апаратне забезпечення

#### Дисплей
Телефон обладнаний рідкокристалічним дисплеєм розміром 32×42 мм (2,12"), що дозволяє вміщувати до 13 рядків одночасно. Зрозуміло, що для презентацій цього мало, тому в апараті передбачено ТВ-вихід, що дозволяє підключити його до будь-якого зовнішнього дисплею.

#### Пам'ять
Користувачу доступно 60 Мегабайт енергонезалежної пам'яті та можливість приєднати карту пам'яті об'ємом до 2 Гігабайт та формату MicroSD для збереження файлів. Для ведення телефонної книги виділяється пам'ять під 1000 контактів з підтримкою групування номерів.

#### Акумулятор
Телефон обладнано змінним літій-іонним акумулятором ємністю 800 мА·год. Це дозволяє апарату знаходитися до 260 годин в режимі очікування та до 6 годин 30 хвилин під час розмови.

#### Камера
Камера в телефоні обладнана спалахом, автофокусом та чотирьохкратним цифровим зумом і може працювати в двох режимах. В першому вона створює фотографії розміром 2048x1536 пікселів (QXGA) в форматі JPEG, а в другому — записує відео розміром до 352x288 пікселів (CIF) в форматі AVI.

#### Безпровідні модулі
Телефон має підтримку наступних технологій:
- Bluetooth 2.0;
- стереофонічної Bluetooth-гарнітури (A2DP);
- GSM 850/900/1800/1900;
- GPRS class 10/EDGE class 10.

### Програмне забезпечення
Телефон працює на базі прошивки, проте це не обмежує його можливості. Доступне наступне програмне забезпечення:
- переглядач офісних документів;
- медіапрогравач та редактор фотографій;
- браузер з підтримкою xHTML;
- E-mail-клієнт;
- органайзер має наступну функціональність:
  - будильник;
  - годинник з світовим часом;
  - калькулятор;
  - календар;
  - секундомір;
  - диктофон;
  - нотатки;
  - конвертор величин та валют;
- вбудовані ігри, написані на платформі Java;
- вбудована віртуальна машина Java дозволяє розширювати функціонал шляхом встановлення нових додатків.

## Комплект поставки
В залежності від країни, комплект поставки може відрізнятися. На території України використовується наступний:
- телефон;
- зарядний пристрій;
- навушники;
- USB-шнур;
- інструкція користувача[4] англійською, українською та російською мовами.

З іншою документацією можна ознайомитися на офіційному сайті виробника.